# Liste der Auflagen und Varianten der Insel-Bücherei
Dies ist eine Liste der Auflagen und Varianten der Titel der Insel-Bücherei (mit IB-Nummer). Da einige der IB-Nummern mehrfach belegt sind, wurden mit nachgestelltem Schrägstrich (/) die unterschiedlichen Ausgaben in der Liste der Titel der Insel-Bücherei angezeigt. Diese Liste kann als Erweiterung der angezeigten Liste benutzt werden.
Dabei werden hier die unterschiedlichen Ausgaben und Varianten (wenn vorhanden) wie folgt beschrieben:

IB <IB-Nr> / <Ausgabe-Nr.> / <Auflage-Nr.> / <Varianten-Nr.>
- für x-beliebige (Anzahl unbekannt) Auflagen wird vorerst Axx bei den Auflagen eingefügt
- nur vorhandene unterschiedliche Ausgaben, Auflagen und Varianten werden aufgeführt.

Die Liste erhebt keinen Anspruch auf Aktualität oder Vollständigkeit.

## Übersicht Varianten
- Titel-Liste: Liste der Titel der Insel-Bücherei
- Autoren-Liste:
- Druckerei-Verlags-Liste:

## Varianten 1–1000

### Liste Auflagen und Varianten IB Nr. 1–100

#### Liste 21–40
- IB 27 Sophokles: Antigone
  - 1. Auflage: Übertragen von August Böckh
  - 2. Auflage: Übertragen von Roman Woerner
  - 3. Auflage: Übersetzt von Friedrich Hölderlin

- IB 29 Die Saga vom Freysgoden Hrafnkel
  - 1. Auflage: Übertragen von Erich von Mendelsohn
  - 2. Auflage: Übertragen von Helmut de Boor

#### Liste 41–60
- IB 55: Arthur Schopenhauer: Über Schriftstellerei und Stil
  - 1. Auflage: Mit Zusätzen aus Schopenhauers Handexemplar
  - 2. Auflage: Mit Anmerkungen aus Schopenhauers Nachlass
- IB 56: Ein kurzweilig Lesen vom Till Ulenspiegel
  - 1. Auflage: Mit 57 Holzschnitten
  - 2. Auflage: Um 18 Schwänke gekürzt, mit 42 Holzschnitten
- IB 57: Prosper Mérimée: Carmen
  - 1. Auflage: Novelle, übertragen von Franz Schnabel
  - 2. Auflage: Novelle ohne Kapitel 4
  - 3. Auflage: Novelle mit 7 Zeichnungen
- IB 59: Friedrich Hebbel: Gedichte
  - 1. Auflage: Auswahl und Nachwort von Friedrich Bartels
  - 2. Auflage: Auswahl und Nachwort von Albrecht Schaeffer
  - 3. Auflage: Um 2 Gedichte gekürzt, ohne Nachwort
- IB 60: Kinderlieder aus des Knaben Wunderhorn
  - 1. Auflage: Mit einem Titelbild von Emil Ludwig Grimm
  - 2. Auflage: Mit Nachtrag, ein Lied weggelassen
  - 3. Auflage: Mit einem Stich von Emil Ludwig Grimm

## Ab 2000 (IB im Sonder-Format)